# マーモット
マーモットは、齧歯目リス科マーモット属 (Marmota) に分類される動物の総称。
主にアルプス山脈、カルパチア山脈、タトラ山脈、ピレネー山脈、ロッキー山脈、シェラネバダ山脈、ヒマラヤ山脈などの山岳地帯に生息している。ただし、中国東北部からモンゴルにかけての草原に生息するシベリアマーモット（タルバガン）、北米大陸に広く生息するウッドチャックなど、平野部に生息する種もいくつか存在する。
一般に巣穴の中で生活しており、冬季は冬眠する。大部分のマーモットは社会性の高度に発達した動物で、危険が迫るとホイッスルのような警戒音でお互いに知らせ合う。
食性は主に草食性である。草、果実、コケ、木の根、花などを食する。

## 分類
以下の分類および英名は脚注のない限りMammal Species of the World(3rd ed.)に従うものとする。和名は今泉（1986）に従う。
- Marmota亜属
  - Marmota baibacina Gray marmot – シベリア
  - Marmota bobak ステップマーモット Bobak marmot – 中央ヨーロッパ、中央アジア
  - Marmota broweri アラスカマーモット Alaska marmot  – アラスカ
  - Marmota camtschatica ズグロマーモット Black-capped marmot – シベリア東部。バルグジン自然保護区で保護されている。
  - Marmota caudata オナガマーモット Long-tailed marmot – 中央アジア
  - Marmota kastschenkoi Forest-steppe marmot - ロシア南部[3]
  - Marmota himalayana ヒマラヤマーモット Himalayan marmot – ヒマラヤ山脈
  - Marmota marmota アルプスマーモット Alpine marmot– ヨーロッパのアルプス地方、アペニン山脈北部、カルパティア山脈、タトラ山脈。ピレネー山脈では一旦絶滅したが1948年に再導入されて定着した。
  - Marmota menzbieri ティエンシャンマーモット Menzbier's marmot  – 中央アジア
  - Marmota monax ウッドチャック Woodchuck – 北アメリカ北部
  - Marmota sibirica シベリアマーモット Tarbagan marmot – 中国、モンゴル、シベリア。モンゴルでは「タルバガン」と呼ばれ、ボードグという伝統料理の材料として食用にされている。
- Petromarmota亜属
  - Marmota caligata シラガマーモット Hoary marmot – 北アメリカ北西部（カナダ、アラスカ）
  - Marmota flaviventris キバラマーモット Yellow-bellied marmot – カナダ南西部およびアメリカ合衆国西部
  - Marmota olympus オリンピックマーモット Olympic marmot – アメリカ合衆国ワシントン州オリンピック半島
  - Marmota vancouverensis バンクーバーマーモット Vancouver marmot – カナダブリティッシュコロンビア州バンクーバー島。

これに加え、化石から4種の絶滅したマーモットの存在が知られている。
- †Marmota arizonae – アメリカ合衆国アリゾナ州
- †Marmota minor – アメリカ合衆国ネバダ州
- †Marmota robusta – 中国
- †Marmota vestus – アメリカ合衆国ネブラスカ州

## ギャラリー

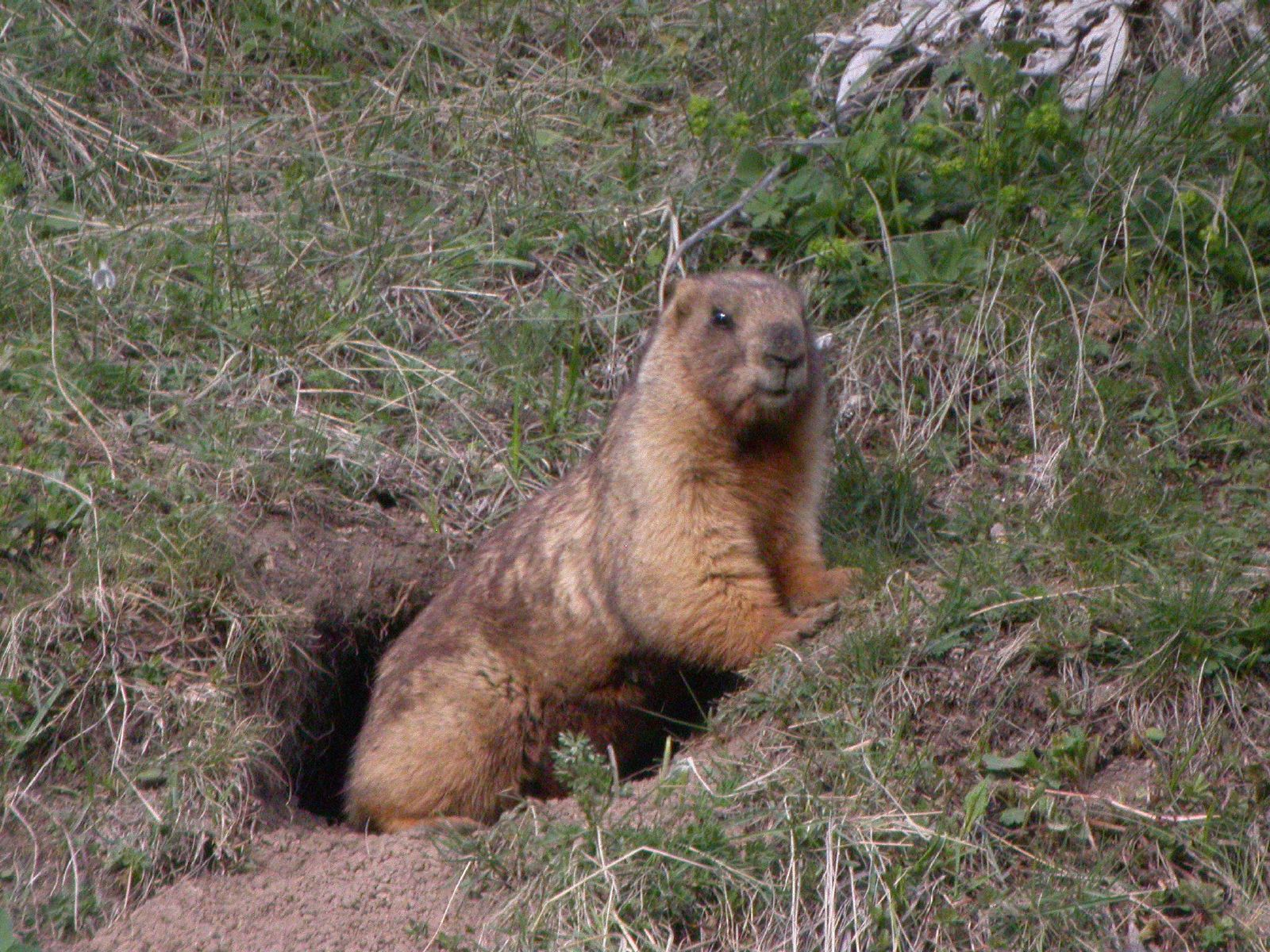
M. baibacina
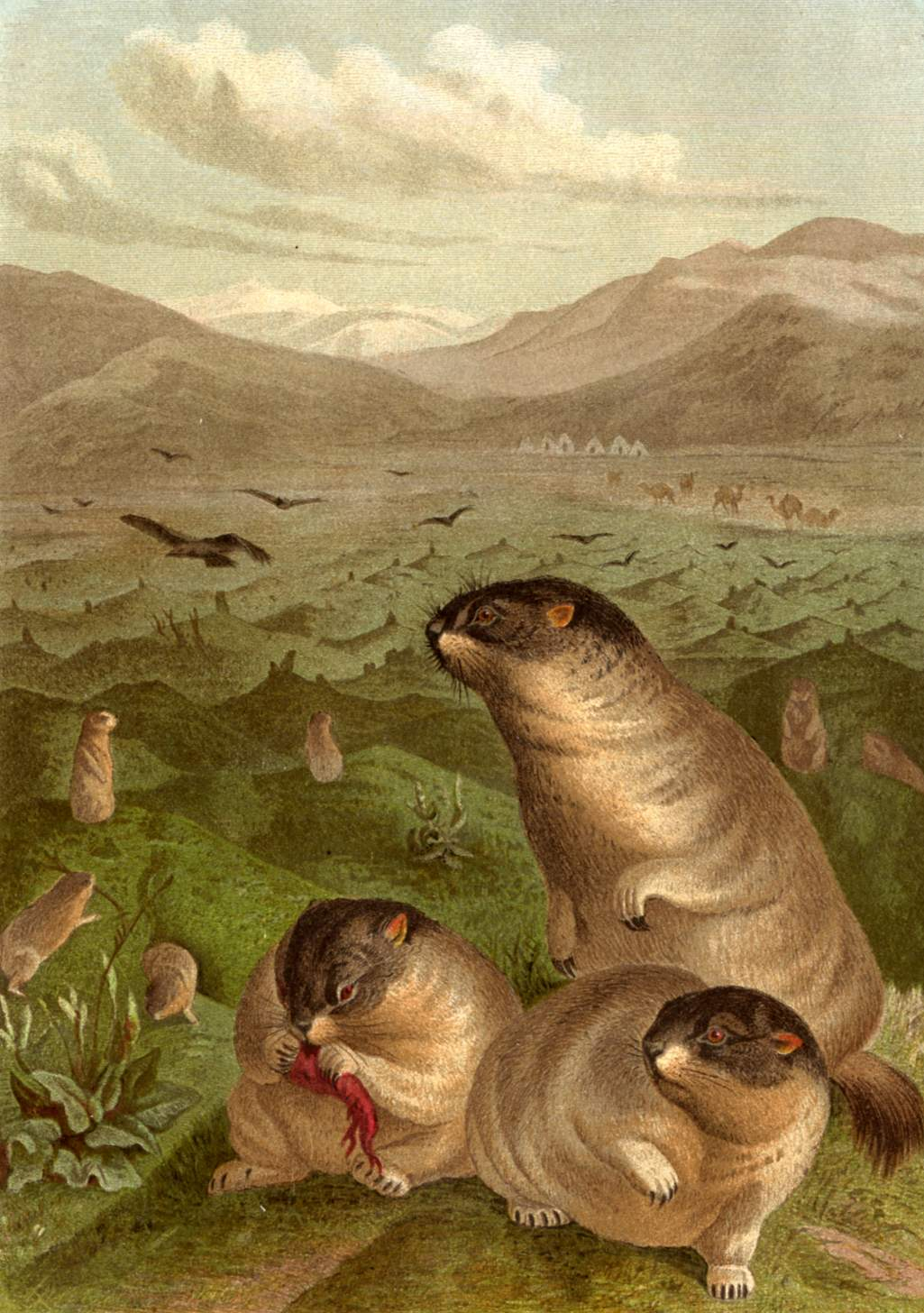
ステップマーモット M. bobak
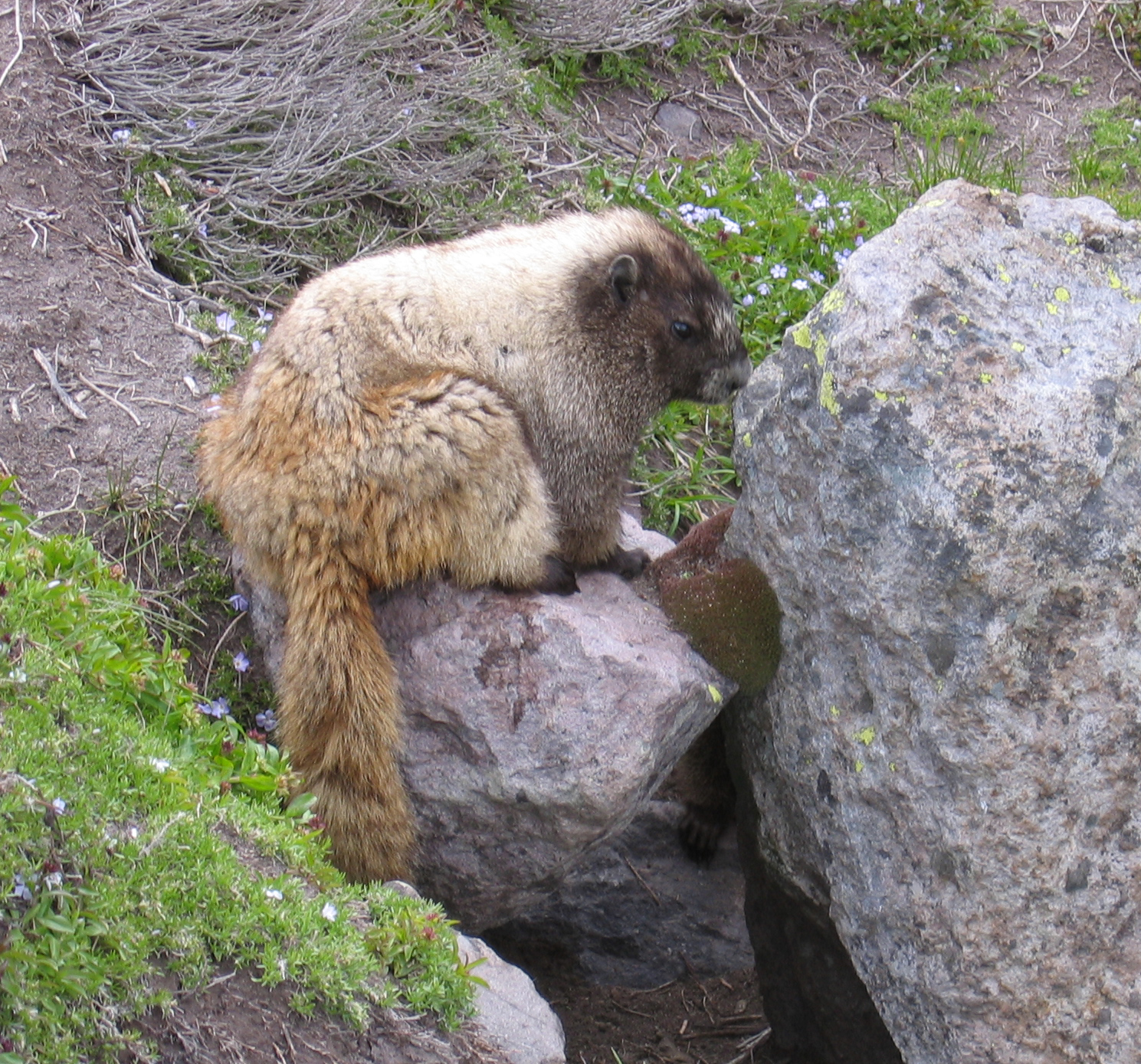
シラガマーモット M. caligata
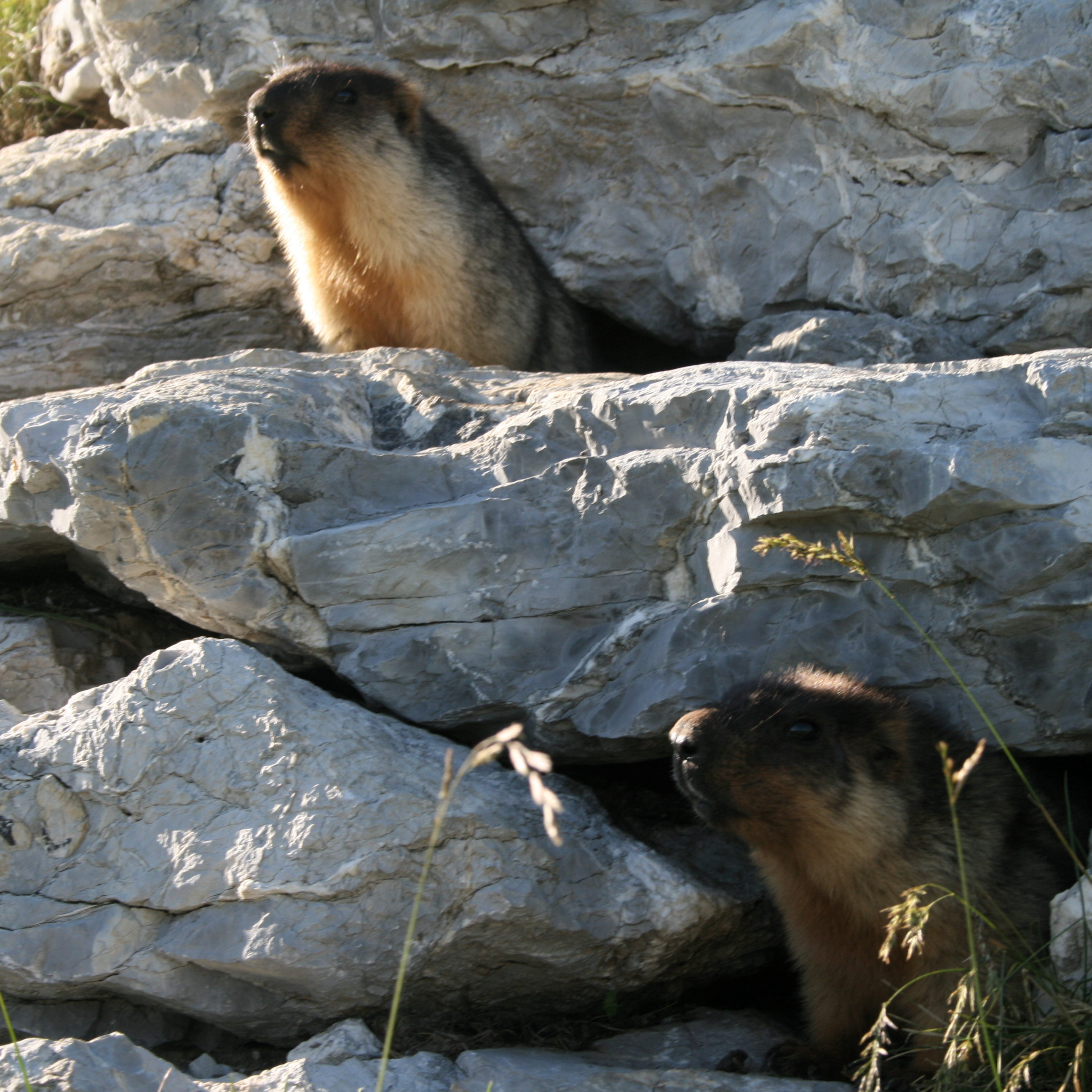
ズグロマーモット M. camtschatica
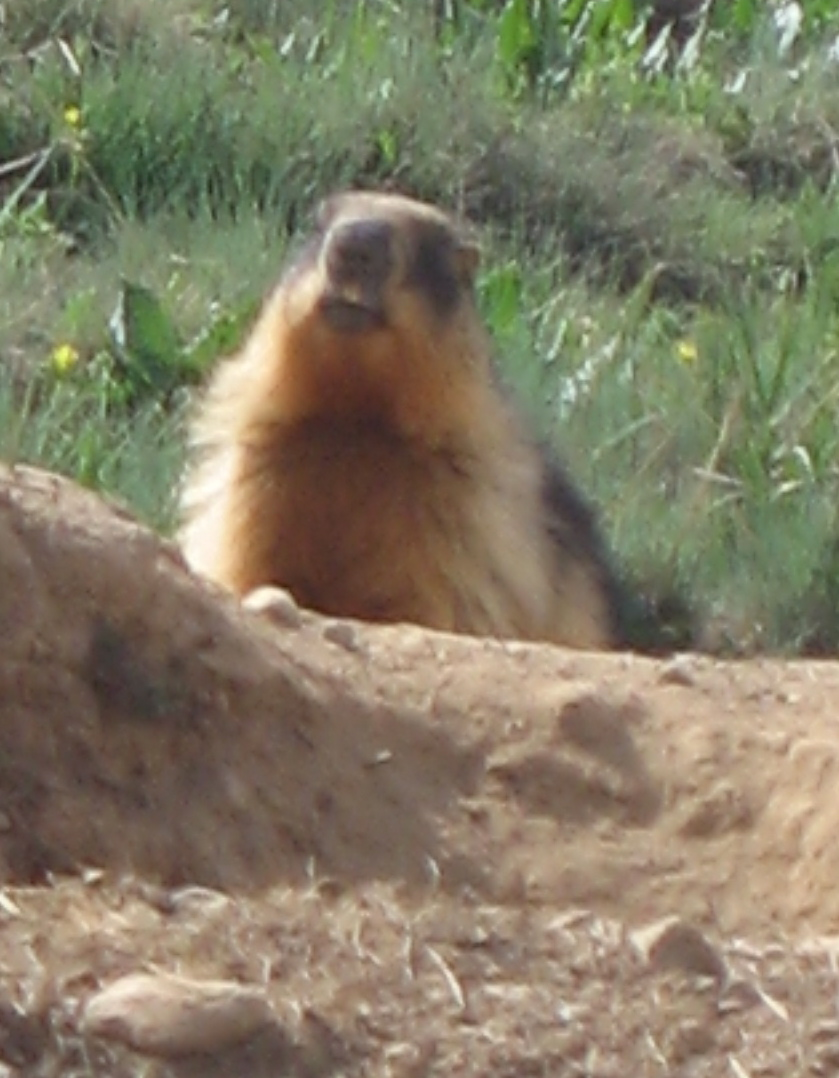
オナガマーモット M. caudata
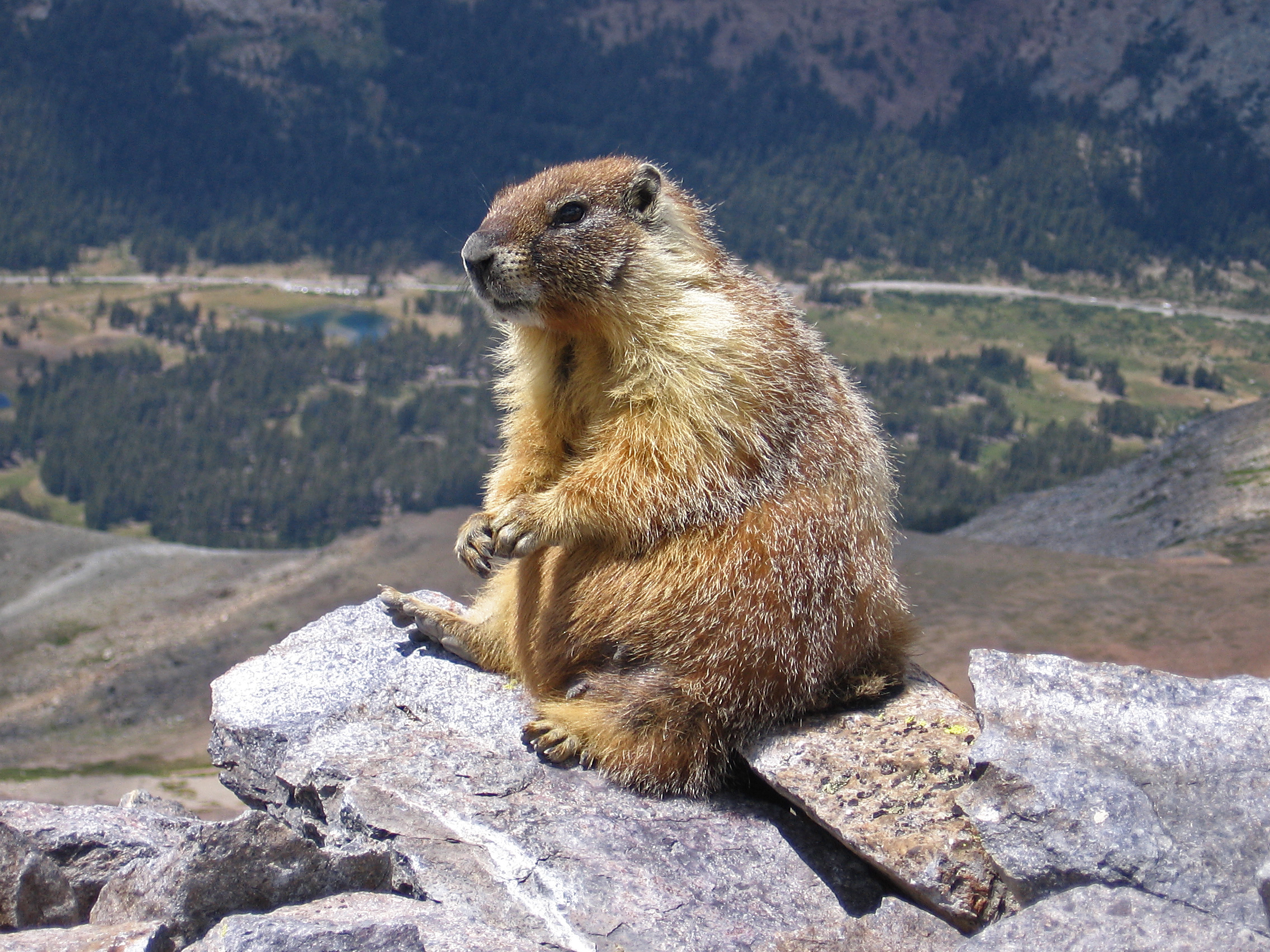
キバラマーモット M. flaviventris
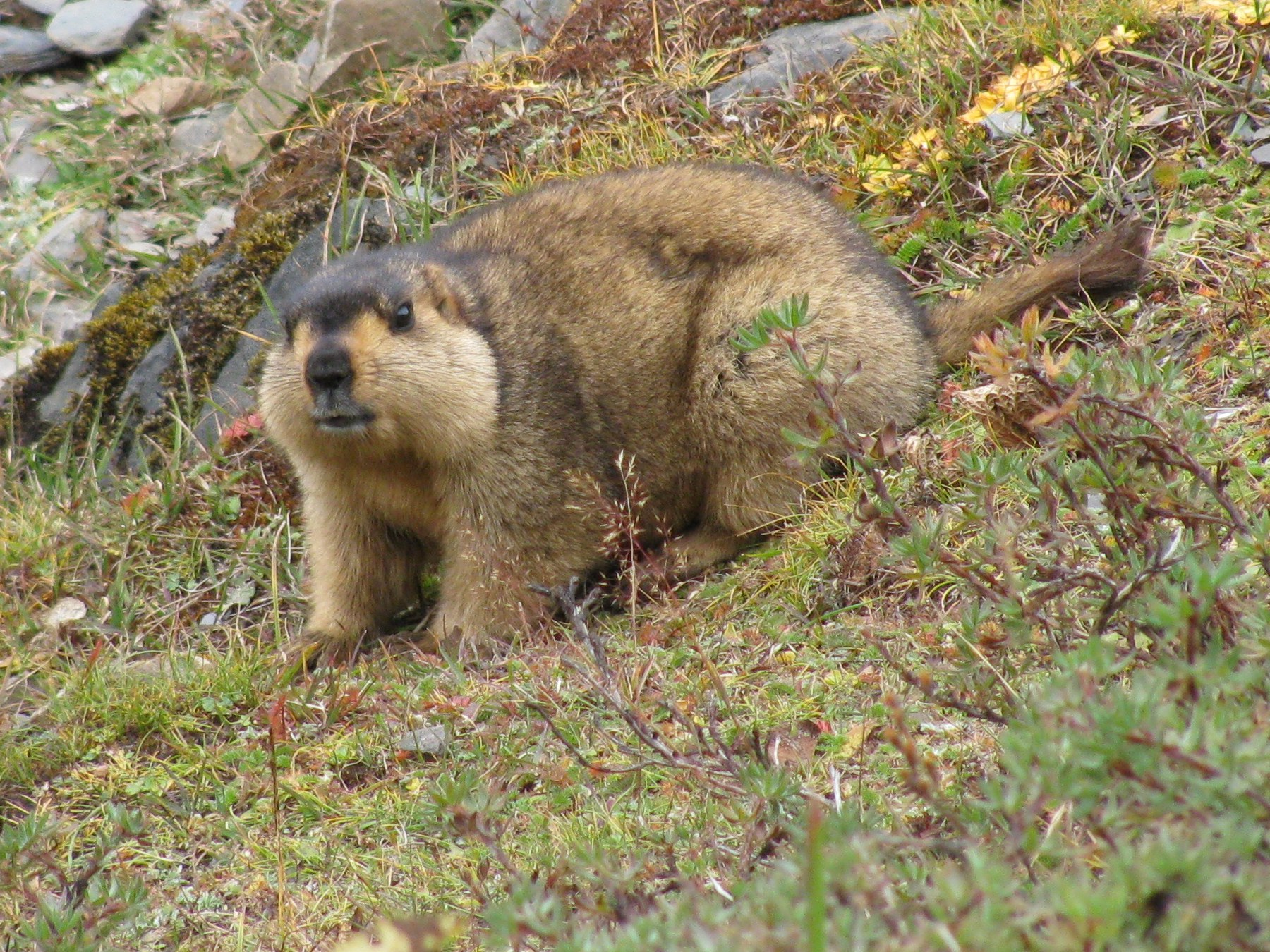
ヒマラヤマーモット M. himalayana
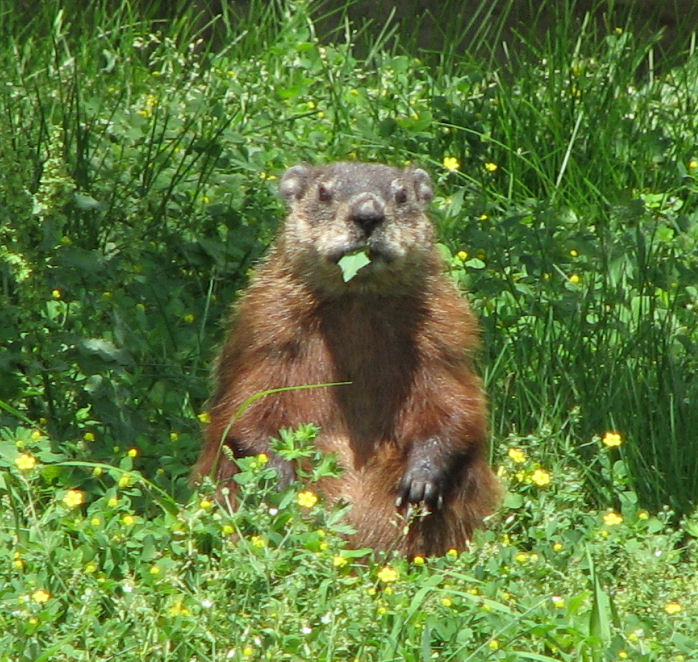
ウッドチャック M. monax
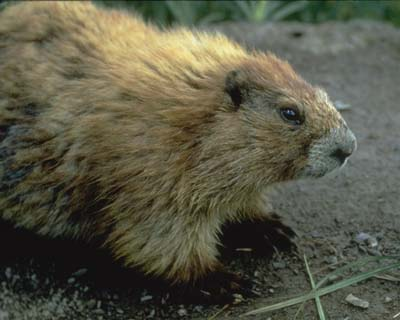
オリンピアマーモット M. olympus
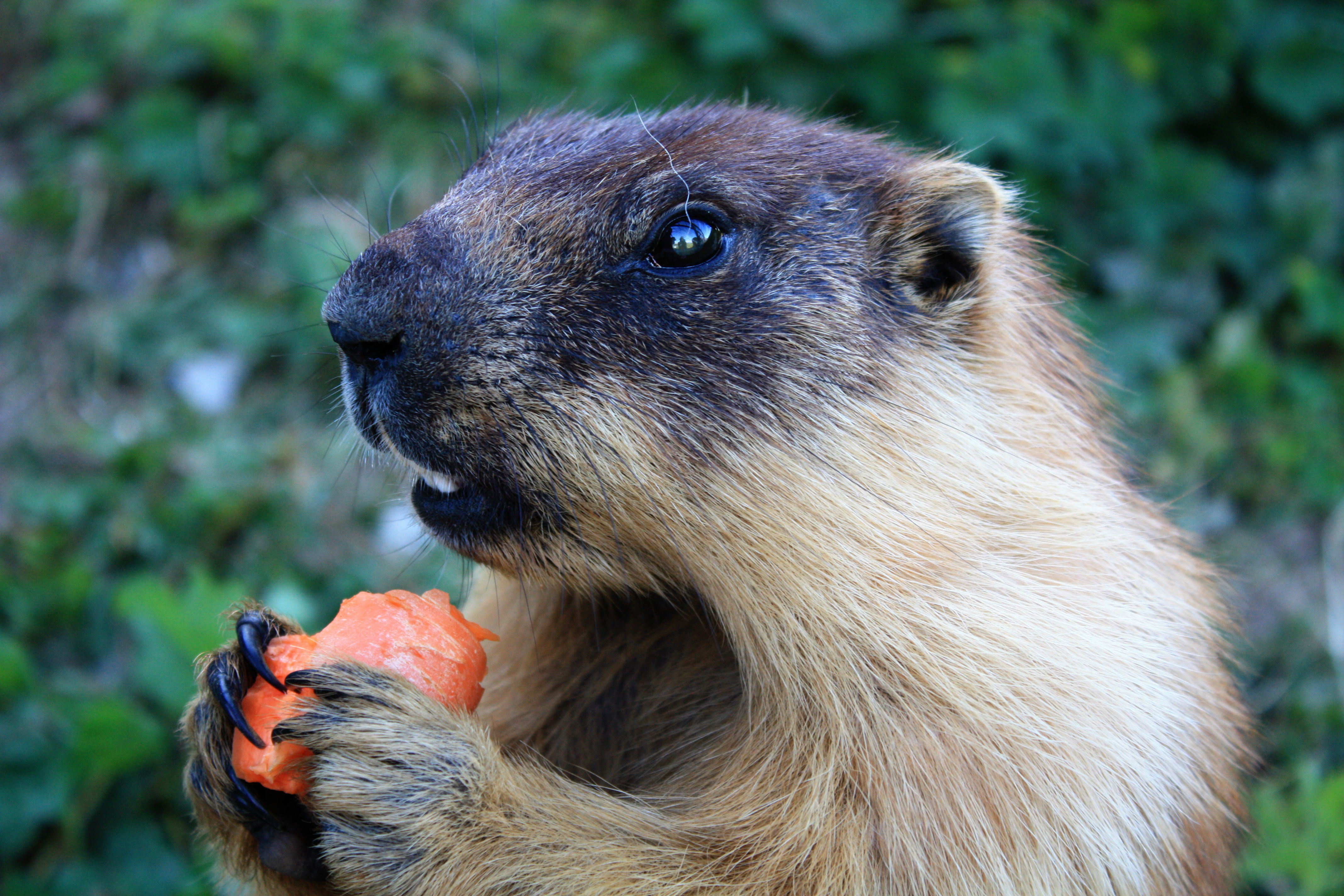
シベリアマーモット M. sibirica

## 名前の由来
オックスフォード英語辞典によれば、marmot の直接の語源は近代フランス語の marmotte であり、スペイン語、ポルトガル語、イタリア語などのマーモットを指す言葉 (marmota, marmotta) もフランス語由来である。さらに語源をたどるとロマンシュ語の murmont を経て、ラテン語の murem montis (「山のネズミ」を意味するmus montisの対格）にたどりつく。murmont が marmotte に語形変化したのはおそらくマーモセットを表す古フランス語 marmotte ないし marmot に引きずられたものと思われる。ラテン語の murem montis は他方でドイツ語の murmeltier をはじめ、ゲルマン系言語におけるマーモットにあたる言葉の起源ともなっている。英語における古い用例として、オックスフォード英語辞典では1607年の用例（ある男がアルプスネズミのことをフランス風に Marmot と呼んでいた、という文脈）を紹介している。18世紀ごろに次第に英語での用例がふえ、定着した様子が窺える。
ただし、他の辞書類ではフランス語の「ぶつぶつ言う、もぐもぐ言う」の意味の動詞 marmotter からの派生語といった、別の語源を提示している場合もある。

## 人間との関わり
- マーモット類は日本ではなじみの薄い動物であるが、大陸では古くからその存在を人間に知られてきた。古い記録としては、紀元前5世紀のヘロドトスの『歴史』の第三巻においてインドに住む「黄金を掘るアリ」として記述された生物がヒマラヤマーモットではないかと言われている。そこでは黄金を掘るアリは犬よりは小さいが狐よりは大きく、ギリシャのアリとそっくりの巣穴を作る、といった特徴が記されている[5]。
- 紀元77年のプリニウスの博物誌では、「アルプスネズミ」Mus alpinus という名前でアルプスマーモットを紹介している。「アルプスネズミはテンくらいの大きさだが、やはり冬眠する。ただ彼らは前もって秣を穴ぐらに運んで蓄えておく。ある人の言うところでは、雄と雌とが交互に仰向けに寝て、根元から噛みちぎった草の束を抱いていると、いま一匹がその尾をくわえて引っ張るというふうに、つながって自分たちの穴におりていく。その結果この季節には彼らの背中に擦れた跡があるという」[6]。この Mus alpinus は近代に至るまでアルプスマーモットの正式な名称として使われており、英語でも marmot が定着する以前は alpine mouse という表現が用いられていたようである[7]。
- マルコ・ポーロも『東方見聞録』の中でタルタール人について「この辺り至る所の原野に数多いファラオ・ネズミも捕まえて食料に給する」と述べており、この「ファラオ・ネズミ」はおそらくシベリアマーモットだと考えられている[8][9]。
- 上記のマルコポーロの記述にもあるように、マーモット類は古くからアジアで食肉用として利用されてきた。しかし、近年はそうした習慣がペストなど人獣共通感染症の発生の原因となっており、問題化している。
- フランスサヴォワ地方ではアルプスマーモットに芸をしこんで旅をする風習がある。ゲーテは1778年に「プランダースヴァイルンの見本市」のなかでマーモット使いの旅芸人を題材とした詩を書いている、後年にルートヴィヒ・ヴァン・ベートーヴェンがゲーテの詩に曲をつけた歌曲「マーモット（旅芸人）」がある[10]。
- 北米ではマーモット類は親しみある生物となっている。グラウンドホッグデー（2月2日に行われる、ウッドチャックを用いた、春の訪れを予想する天気占い）やマーモット・デー（同じく2月2日にマーモット類の保全を祝うアラスカの祝日）が祝われる。マーモットをマスコットとするアイスホッケーチームも存在する（ビクトリアロイヤルズ（英語版）のマーティー）。 バンクーバーオリンピック では「サイドキック」（マスコットの応援団）としてバンクーバーマーモットの「マクマク」がキャラクター化された。
- 日本にはマーモットは生息しておらず、それも一因となって長らくテンジクネズミ（モルモット）と混同されてきた。オランダ語ではmarmotという語がかつてはマーモットとテンジクネズミの両方を指す言葉として用いられており[11]、天保14年(1843年)にオランダ人がテンジクネズミを連れてきた際にも「モルモット」と呼んでいたようである[12]。明治から大正期にかけては本来のマーモットを指す言葉としても「モルモット」が使われた例があり、両者が別個の生き物であることが当時まだ認識されていなかった可能性がある[13]。戦後になって、『アルプスの少女ハイジ』や『山ねずみロッキーチャック』といったアニメで紹介されることでマーモット類の日本における認知度は若干高まったとは思われるが、なじみの薄い動物であることには変わりがない。
- マーモットを含むネズミ目は、ペストをはじめとした伝染病の媒介者となることがあり、モンゴルと中国では、マーモット（現地での呼び名はタルバガン）を食肉用に捕獲する夏と秋にかけてペストのアウトブレイクが発生することがある。中国では、2008年にチベット自治区で肺ペストの死亡者2人が、2009年には青海省で肺ペストの死亡者3人が出ている[14]。2019年にはモンゴルでマーモットの腎臓を生で食べた夫婦（妻は妊娠中）が腺ペストで2人とも死亡した[15]。